# 日ノ西賢一
日ノ西 賢一（ひのにし けんいち、1981年4月28日 - ）は、日本の俳優。愛媛県出身。MC企画所属。

## 来歴・人物
大洲高等学校卒業。2001年劇団ひまわりに入団し研究課程修了後、2004年より演劇ユニットアクサルに所属。その後脚本家、演出家としてもデビュー。2009年に「造る人達en:en（当初、芸術活動集団en-en）」を旗揚げ。ひのにし企画、WARAOMO企画と立ち上げて関西の舞台を中心に活動。ホスピタリティツーリズム専門学校大阪の講師も行うなど活動の幅は多岐にわたる。通称は「ひのけん」
2012年にジャーマン吉岡として俳優仲間5人で演劇ユニット「風に吹かれて波乗りジョニーず」を結成。
料理の腕前は俳優仲間やイベントの来場客にふるまうほど有名であり、俳優として活動するかたわら実家が飲食店を経営していた影響もあって大阪市難波に「HOME MADE ご飯 笑うと想う。」や大阪市此花区にて「鉄板ホルモンと鳥あし WARAOMO」を経営する。
関西芸能マネージャー協議会「声アワ2019」＜26歳～39歳の部門＞グランプリ受賞

## 出演

### テレビ
- 大化改新（2005年、NHK）
- 天才!志村どうぶつ園「盲導犬クイールのもうひとつの物語」（2012年、日本テレビ）- 指導員役（再現VTR）
- 惑星スミスでネイキッドランチを（2021年、サンテレビ）- 大竹修次 役
- 稲妻ムービーマーケット（2023年、サンテレビ）

### 映画
- 新世界歌謡道パートII（2014年）
- 鬼の臍を蓼酢で喰う（2021年）ｰ Vシネマ俳優 役
- 花子とキメラ（2022年）
- 豊宇兄弟（2023年）

### 舞台
- 演劇ユニットアクサル
  - 第1回公演「太陽のうた」（2002年）
  - 第3回公演「11人いる！」（2004年）[2]
  - 第4回公演「最遊記」ｰ 蜘蛛男 役（2005年）[3]
  - 第5回公演「BANANA FISH」ｰ アントニオ・ジェンキンズ 役（2005年）[4]
  - 第6回公演「最遊記」ｰ 蜘蛛男 役（2006年）[5]
  - 第7回公演「RAINBO二舎六房の七人」ｰ 遠山 忠義 役（2007年）[6]
  - インビジ。（2007年）
  - CONNECT 芸術創造館公演アクサル「ショウファイヴ！」（2007年）
  - 第10回公演「BANANA FISH」ｰ アントニオ・ジェンキンズ 役（2009年）
- 劇団ひまわり公演
  - 八月のシャハラザード（2003年）
  - 愛は頭にくる（2004年）
  - 草の駅（2005年）
  - 家なき子（2006年）
  - 円のような縁（2006年）作・演出・出演
  - ニカ18（2007年）
  - クリスマス・キャロル（2007年）
- en-en produce
  - 「男の定義、女、知っている。」（2008年）作・演出・出演
  - vol.1「段ボールは、左横で。」（2009年）作・演出・出演
  - vol.1.3「３人きり。」（2009年）作・演出・出演
  - vol.1.7「忘年会~旗揚げした記念すべき年だけれど、すべて忘れようとする3人~」（2009年）
  - vol.1.9「３人きり。２」（2010年）作・演出・出演
  - vol.2「円のような縁」作・演出（2010年）
  - vol.2.3「３人きり。３」作・演出・出演（2010年）
  - vol.2.7「えい象くん。と、ご飯を食べよう。」（2010年）
  - vol.2.9「茶舞台～ひっくり返すように～」脚本・演出・出演（2011年）
  - vol.3.0「残るもの、よろしければ。」脚本・演出(2011年）
  - vol.3.2「クリスマスを過ごします。会」構成（2011年）[7]
  - vol.3.7「３人きり。４」脚本・演出・出演（2012年）
  - vol.4.0「音の聞こえた町。」脚本・演出（2012年）
  - vol.4.2 初秋トリイフェス2012「３人きり。５」脚本・演出・出演（2012年）
- あんがいおまる一座「薔薇の仮面－川島芳子－」（2003年）
- OSAKA SHORT PLAY FESTIVAL2006 SUMMER（2006年）
- DIVE演技・演出ワークショップ「床の新聞」（2006年）
- ブルーシャトル Presents「新撰組異聞PEACE MAKER」- 北村鈴 役（2007年）
- 映像作品「カフェの中で飛ぶ飛行機」作・演出・出演（2010年）
- ホスピタリティツーリズム専門学校大阪（脚本・演出）
  - 夜間部テーマパーク科卒業制作「Meeting again」（2011年）
  - 「拍手」脚本・演出（2012年）
  - 夜間部テーマパーク科卒業制作「Rise Three Flag ～神との約束～」脚本・演出（2013年）
  - 「頑固」脚本・演出
- CHO-ZIN vol.2「栗田家の人々～我が家にやっと春が来た…～」（2011年）[8]
- MASTER:D produce #5「RootsBlood-1969summer-」（2011年）
- 風に吹かれて波乗りジョニーず
  - en:en vol.4.2 初秋トリイフェス2012「トリイトークフェス」（2012年）[9]
  - 「クリスマス会」構成・パフォーマンス（2012年）
  - 「養護学校　慰問」構成・パフォーマンス（2012年）
  - 「バナナの学校」構成・パフォーマンス（2013年）
  - 「クリ謹フェスティバル」構成・パフォーマンス（2013年）[10]
  - 「はっちゃけLXUARY XmasPARTY」パフォーマンス（2013年）
  - 「忘年会イベント」パフォーマンス（2014年）[11]
  - 「忘年会イベント」パフォーマンス（2015年）[12]
  - 「風に吹かれて波乗りジョニーずの子猫ちゃんの子猫ちゃんをビッショリ濡らしてやるぜ2017」（2017年）[13]
  - 「10周年だぜ 222 これからも子猫ちゃんと波にのっていくぜ」（2022年11月19日）
  - 「真夏の波乗り祭」（2024年8月4日）
- ひのにしけんいち「24時間、何かを造り続ける。」パフォーマンス（2012年）[14]
- charms旗揚げ公演「鯨にのった、女の子。」脚本・演出（2013年）
- 10ANTS
  - 「コオロギからの手紙」（2013年）[15]
  - 「寿と三人の英霊」（2013年）
  - 「坂の上の二人と三人。そしてひとり」（2014年）
- 人狼 ザ・ライブプレイングシアター - 酒屋バッカス 役（2013年）
- ユニバーサル・スタジオ・ジャパン
  - 「ザ・マミー・ミュージアム～ハムナプトラ 神々の呪い～」（2012年）
  - 「ワンピースショーサンジの海賊レストラン」（2013年、2014年）
  - 「ハロウィンホラーナイト貞子バックドラフト」（2013年）
  - 「サンタの音楽会」（2013年）
  - 「ワンピースプレミアショー」（2014年）
  - 「ワンピース・プレミア・サマー2016」（2016年）
- n.p.s「HANAMIZUKI～try again～」（2013年）
- ひのにしけんいちプロデュース「歌×料理×芝居。そこにいる、いい大人達。」（2014年）
- ひのにしけんいちプロデュース「３人きり。」作・演出・出演（2014年）
- しもひの企画 vol.1「兄と弟。」プロデュース・出演（2014年）
- ひのにしけんいち一座「Hello! Art MACHI」プロデュース・出演（2014年）
- ひのにしけんいち×Aspace 芝居処笑福第1回公演「スーパーの人たちが本気を出す。」脚本・演出（2014年）
- ひのにし企画
  - 「バブリィーに行こうぜ！あの時代、お金は空を舞っていた！！大忘年会！！！」構成・パフォーマンス出演（2014年）
  - 「プレパラート ～そこまでの関係～」脚本・演出（2015年）
  - 「はい、どーも！謹賀新年浪花スペシャル！2015」（2015年）
  - 「3人きり。4 〜再び〜」演出・出演（2015年）
  - 「鎧男と裸男。」プロデュース・出演（2015年）
  - 「罪人と暮らす。」プロデュース・出演（2015年）
- ひのにしけんいちプロデュース「PERFORMANCE RESTAURANT」構成・パフォーマンス（2014年）
- ひのにしけんいちプロデュース「PERFORMANCE RESTAURANT ～秋の晩餐～」プロデュース・出演（2014年）
- 「部長と俺たちと契約社員の女」作・演出・出演（2014年）
- 笑撃武踊団「戦国白蛇伝～恋衣～」（2014年）
- A-train entertainment 第4回公演「MUSICAL Shake Hands -12の空-」（2014年）
- 激富 Next Generation 2015「シコふんじゃった。～Youth of only one time～ 」（2015年）[16]
- 激富2015「ZEN ～ Filled with ZEN ～」（2015年）[17]
- 仏壇観音開き第9回公演「蓮池温泉 愛の秘宝館」（2015年）
- PLACE KOBE Plant01 ～こころに灯りを、神戸から～「第一幕 太陽神プレイスマン誕生」（2015年）[18]
- WARAOMO企画
  - April fool vol.1「ついていいうそ、わるいうそ」（2015年）
  - 「コスパフォフェス」プロデュース（2015年）
  - 「舞台を楽しむ方法と特別サインイベント」プロデュース・出演（2016年）
  - 「April foolの闇会」プロデュース・出演（2016年）
  - 「８日前のバレンタイン。～ミカンを貴方に～」プロデュース・出演（2016年）
  - 「3兄弟のショーパブ」演出・出演（2016年）
  - 「3兄弟のショーパブ」アフターイベント プロデュース・出演（2016年）
  - 「電波にのって。」脚本・演出・プロデュース（2016年）
  - 「プレパラート～そこまでの関係～」脚本・演出・プロデュース（2016年）
  - 「ゲーム×朗読×闇会」プロデュース・出演（2016年）
  - コラボ企画 奥井隆一&流石矢一の「メシ食っＴＡＫＡ!?」in waraomo難波（2016年）
  - 「育てられた、奴。」脚本・演出・プロデュース・出演（2016年）
  - 「奥井隆一×音楽×トーク」脚本・演出・プロデュース・出演（2016年）
  - 「建×賢×誰か。もしくは、もう一人。そして、もう一人。」プロデュース・出演（2016年）
  - 「絵本の中のクリスマス。」プロデュース・原作・出演（2016年）
  - 長編会話劇「音。」作・演出・出演（2018年）
- ドラゴンクエストライブスペクタクルツアー（2016年）
- プレパラート公演「織田に首ったけ」プロデュース（2016年）
- ドラマティック・カンパニー「マザーズ・イン・ヘブン」（2016年）
- 激富2017年本公演「PRIDE OF CHICKEN ～思イ出ヅル刻～」（2017年）[19]
- 激富2017年本公演「Vapor Trail ～ひこうき雲～」（2017年）[20]
- 激富2018年本公演「ダッシュ!!! ～Take by force～」（2018年）[21]
- 激富2019年本公演「Vapor Trail ～想いの真ん中～」（2019年）＊大阪公演のみ[22]
- 激富2023年本公演「End of the day ～あすくる～」（2023年）[23]
- 激富2024年本公演「黒狐 ～CALM THE SOUL～」（2024年）＊2月公演 のみ[24]

### ナレーション
- J:COMネットあんしん保険 はじまる篇（2020年）[25]
- J:COMネットあんしん保険 JCOMほけん篇（2021年）[26]
- J:COMネットあんしん保険 SNSいじめ篇（2021年）[27]